# نيك هيدفيلد
نيك لارس هيدفيلد (بالألمانية: Nick Heidfeld)‏ (ولد في 10 مايو 1977 في مونشنغلادباخ، ألمانيا الغربية) هو سائق سباق السيارات ألماني، وحاليا في فريق رينو لوتس في الفورمولا واحد. خلال موسم 2010 حل بديلا للسائق بيدرو دو لا روزا بدءا من سباق الجائزة الكبرى بسنغافورة.
على الرغم من وصوله إلى منصة التتويج في عامي 2007 و2008، لم يفز هيدفيلد بأي سباق خلال عشرة مواسم له في الفورمولا واحد. بدءا من مزاملته للسائق المخضرم جان اليزي في فريق بروست غراند بري 2000. غادر نيك فريق بروست في نهاية ذلك الموسم إلى فريق ساوبر بعقد مدته ثلاث سنوات. وحقق في الموسم الأول له مع الفريق مركزا على منصة التتويج في سباق الجائزة الكبرى البرازيلي. في عام 2004 انتقل إلى فريق جوردان غراند بري، وبقي فيه لمدة موسم واحد.
في موسم 2005 أعلن فريق ويليامز التعاقد مع نيك هيدفيلد كسائق للفريق بجانب السائق مارك ويبر.
وفي السباق السابع لموسم 2005 على حلبة نوربورغرينغ، أحرز هيدفيلد مركز الانطلاق للمرة الأولى له في الفورمولا واحد. وفي نفس الموسم حقق أفضل نتيجة له في سباقات الفورمولا واحد حتى تاريخه في سباق موناكو حيث احتل المركز الثاني. كانت هذه أفضل نتيجة حققها في مشاركاته في الفورمولا واحد حيث حقق المركز الثاني في مناسبات أخرى بعد انتقاله لفريق بي ام دبليو ساوبر لمواسم 2006 و2007 و2008 و2009. وبقي في الفريق حتى إعلان شركة بي أم دبليو انسحابها من رياضة السيارات وحل الفريق عام 2009.
في بداية موسم 2010 بقي بدون مقعد كسائق سباق إثر حل فريق بي ام دبليو ساوبر وتعاقد مع فريق مرسيدس جي بي كسائق احتياط (تجارب).